# 博爾庫區
博爾庫區（阿拉伯语：‎）是乍得的一個大區，位於該國北部。北鄰利比亞，西南與尼日爾相連。首府法亞-拉若。
東北部是提貝斯提高原和埃爾迪高原之間的低地，西南是博德萊洼地。乍得的最高峰庫西山位於本省。
2008年自博爾庫-恩內迪-提貝斯提區分出。下分二省。